# Сен-Пьер-лез-Эльбёф
Сен-Пьер-лез-Эльбёф (фр. Saint-Pierre-lès-Elbeuf) — город на севере Франции, регион Нормандия, департамент Приморская Сена, округ Руан, кантон Кодбек-лез-Эльбёф. Расположен в 27 км к югу от Руана и в 38 км к северу от Эврё, в 8 км от автомагистрали А13 "Нормандия", на левом берегу  Сены. Один из многочисленных городов-спутников Руана, входит в состав Метрополии Руан Нормандия.
Население (2018) — 8 305 человек.

## История
Коммуна образована в 1857 году путем объединения части города Кодбек-лез-Эльбёф и коммуны Сен-Пьер-дю-Льеру. Известна своими садами, которым обязана прозвищем «Коммуна ста клумб».

## Достопримечательности
- Церковь Святого Петра XIX века
- Церковь Святого Луи XIX века
- Шато дю Пар XVIII века

## Экономика
Структура занятости населения:
- сельское хозяйство — 0,2 %
- промышленность — 17,7 %
- строительство — 6,1 %
- торговля, транспорт и сфера услуг — 46,8 %
- государственные и муниципальные службы — 29,1 %

Уровень безработицы (2017) — 15,7 % (Франция в целом —  13,4 %, департамент Приморская Сена — 15,3 %). 

Среднегодовой доход на 1 человека, евро (2018) — 21 170 (Франция в целом — 21 730, департамент Приморская Сена — 21 140).

## Демография
Динамика численности населения, чел.

## Администрация
Пост мэра Сен-Пьер-лез-Эльбёф с 2020 года занимает Надия Мезрар (Nadia Mezrar), член Совета департамента Приморская Сена от кантона Кодбек-лез-Эльбёф. На муниципальных выборах 2020 года возглавляемый ею левый список победил в 1-м туре, получив 53,40 % голосов.
| Период | Период | Фамилия          | Партия                               | Примечания                                                                                             |
| ------ | ------ | ---------------- | ------------------------------------ | --- |
| 1965   | 1977   | Даниэль Поре     |                                      | |
| 1977   | 1978   | Анри Беклан      | Социалистическая партия              | |
| 1978   | 2005   | Клод Вошле       | Социалистическая партия              | техник по обучению, член Генерального совета департамента, член Регионального совета Верхней Нормандии |
| 2005   | 2020   | Патрис Дезанглуа | Социалистическая партия              | учитель                                                                                                |
| 2020   |        | Надия Мезрар     | Разные левые Социалистическая партия | государственный служащий, член Совета департамента                                                     |

## Города-побратимы
- Риети, Италия